# Bourdons-sur-Rognon
Bourdons-sur-Rognon è un comune francese di 288 abitanti situato nel dipartimento dell'Alta Marna nella regione del Grand Est.

## Società

### Evoluzione demografica
Abitanti censiti